# Болгари в Албанії

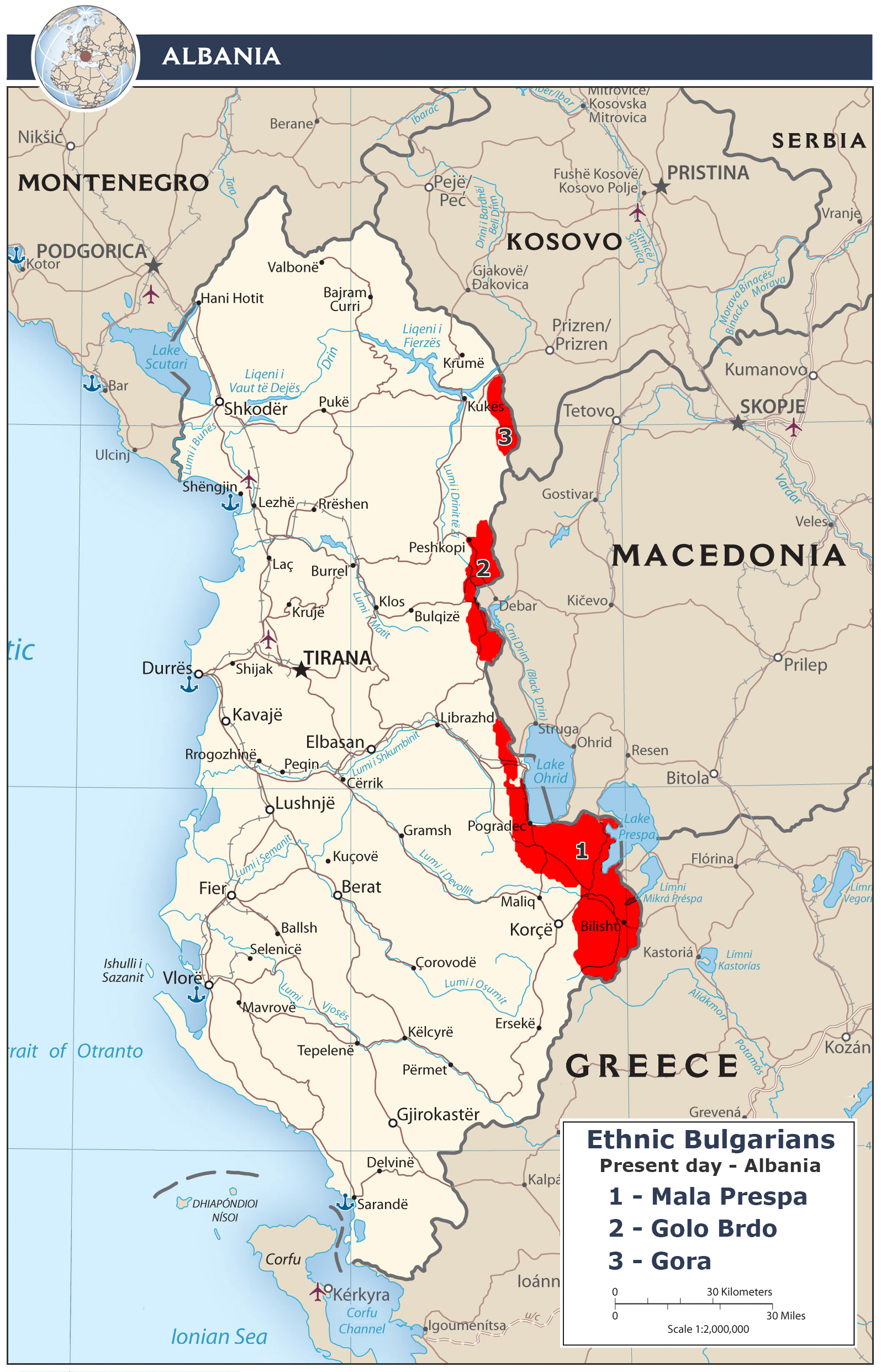
Основні регіони з болгарським населенням сьогодні – Мала Преспа, Голо Бардо та Гора.

В Албанії проживає від 60 000 до понад 170 000 болгар   Болгарська меншина була офіційно визнана урядом Албанії 12 жовтня 2017 р.  28 січня 2019 року албанське телебачення почало транслювати новини болгарською мовою. 